# Campionat d'Espanya d'enduro 2013
La temporada de 2013 del Campionat d'Espanya d'enduro fou la 34a edició d'aquest campionat, organitzat per la Reial Federació Motociclista Espanyola. El calendari oficial constava de 6 proves puntuables. Dues de les proves programades es disputaren als Països Catalans: Enduro de Puig-Reig i Dos Dies de Valls de Torroella (2 i 3 de novembre).

## Classificació final

### Scratch
| Posició | Pilot              | Motocicleta | Punts |
| ------- | ------------------ | ----------- | ----- |
| 1       | Ivan Cervantes     | KTM         | 219   |
| 2       | Joakim Ljunggren   | Husaberg    | 167   |
| 3       | Oriol Mena         | Husaberg    | 143   |
| 4       | Lorenzo Santolino  | Husqvarna   | 140   |
| 5       | Danny McCanney     | Gas Gas     | 124   |
| 6       | Mario Román        | Husaberg    | 118   |
| 7       | Cristóbal Guerrero | KTM         | 106   |
| 8       | Jaume Betriu       | Husaberg    | 102   |
| 9       | Víctor Guerrero    | KTM         | 96    |
| 10      | Fabien Planet      | Sherco      | 94    |

### Enduro 1
| Posició | Pilot               | Motocicleta | Punts |
| ------- | ------------------- | ----------- | ----- |
| 1       | Lorenzo Santolino   | Husqvarna   | 200   |
| 2       | Mario Román         | Husaberg    | 180   |
| 3       | Víctor Guerrero     | KTM         | 132   |
| 4       | Cristóbal Guerrero  | KTM         | 125   |
| 5       | Samuel Guerrero     | KTM         | 112   |
| 6       | José Manuel Morillo | Sherco      | 99    |
| 7       | Arnau Solà          | Gas Gas     | 88    |

### Enduro 2
| Posició | Pilot             | Motocicleta | Punts |
| ------- | ----------------- | ----------- | ----- |
| 1       | Ivan Cervantes    | KTM         | 222   |
| 2       | Oriol Mena        | Husaberg    | 179   |
| 3       | Jaume Betriu      | Husaberg    | 172   |
| 4       | Armand Monleón    | KTM         | 158   |
| 5       | Jordi Figueras    | KTM         | 153   |
| 6       | Marc Solà         | Sherco      | 108   |
| 7       | Jordi Balcells    | KTM         | 88    |
| 8       | Eloi Salsench     | Husaberg    | 61    |
| 9       | Txomin Arana      | Yamaha      | 27    |
| 10      | Jonathan Barragán | KTM         | 16    |

### Enduro 3
| Posició | Pilot            | Motocicleta | Punts |
| ------- | ---------------- | ----------- | ----- |
| 1       | Joakim Ljunggren | Husaberg    | 210   |
| 2       | Danny McCanney   | Gas Gas     | 194   |
| 3       | Fabien Planet    | Sherco      | 131   |
| 4       | Joan Jou         | Gas Gas     | 128   |
| 5       | Miquel Garcia    | Gas Gas     | 125   |
| 6       | Juan Pérez       | KTM         | 100   |
| 7       | Alfredo Gómez    | Husaberg    | 85    |
| 8       | Eloi Salsench    | Husaberg    | 69    |
| 9       | Aarón Bernárdez  | Husqvarna   | 59    |
| 10      | Guillem Parés    | Beta        | 58    |

## Categories inferiors
| Categoria              | Campió                  | Motocicleta | Punts |
| ---------------------- | ----------------------- | ----------- | ----- |
| Júnior Open            | Kirian Mirabet          | KTM         | 196   |
| Trofeu Júnior 125cc 2T | Jordi Quer              | Husqvarna   | 185   |
| Trofeu Enduro Júnior   | Sergi Casany            | KTM         | 193   |
| Sènior B 2T            | Pasqual Canals          | KTM         | 185   |
| Sènior B 4T            | Borja Nieto             | Husqvarna   | 200   |
| Sènior C 2T            | Antonio Valero          | KTM         | 187   |
| Sènior C 4T            | Alberto Macías          | Sherco      | 170   |
| Màster                 | Francisco Izquierdo     | Gas Gas     | 222   |
| Féminas                | Antonia Irene Almendros | Husaberg    | 210   |

## Classificació per marques

### Enduro 1
| Posició | Marca     | Punts |
| ------- | --------- | ----- |
| 1       | KTM       | 354   |
| 2       | Husqvarna | 200   |
| 3       | Husaberg  | 180   |
| 4       | Sherco    | 99    |
| 5       | Gas Gas   | 88    |

- Club guanyador: MC Ronda

### Enduro 2
| Posició | Marca    | Punts |
| ------- | -------- | ----- |
| 1       | KTM      | 392   |
| 2       | Husaberg | 353   |
| 3       | Sherco   | 108   |
| 4       | Gas Gas  | 27    |
| 5       | Yamaha   | 27    |

- Club guanyador: MC Segre

### Enduro 3
| Posició | Marca     | Punts |
| ------- | --------- | ----- |
| 1       | Husaberg  | 364   |
| 2       | Gas Gas   | 340   |
| 3       | KTM       | 144   |
| 4       | Sherco    | 131   |
| 5       | Husqvarna | 59    |
| 6       | Beta      | 58    |

- Club guanyador: MC B. Roses

### Enduro Júnior Open
| Posició | Marca     | Punts |
| ------- | --------- | ----- |
| 1       | KTM       | 372   |
| 2       | Husqvarna | 327   |
| 3       | Gas Gas   | 240   |
| 4       | Beta      | 129   |
| 5       | Husaberg  | 76    |

- Club guanyador: MC Segre